# Ligne de Hatvan à Szolnok
La ligne de Hatvan à Szolnok ou ligne 82 est une ligne de chemin de fer de Hongrie. Elle relie Hatvan à Szolnok.